# 米村和樹
米村 和樹（よねむら かずき、1974年4月10日 - ）は、熊本県熊本市出身の元プロ野球選手（投手）。

## 来歴・人物
熊本商大学付属高校では3年春の県大会で参考記録ながら2試合連続のノーヒットノーランを達成し、準優勝。1992年ドラフト3位で阪神入団。
1995年はルーキーリーグ・ガルフコースト・タイガースに野球留学した。斎藤雅樹を思わせる大型サイドスローとして注目されていたが、一軍登板することが無いまま1997年に戦力外通告を受け現役引退。

引退後は地元に戻り、電気工事店勤務後に実家の同業種を継ぎ、母校の外部コーチを務める。

## 詳細情報

### 年度別投手成績
- 一軍公式戦出場なし

### 背番号
- 55 （1993年 - 1997年）